# 아카기 무네노리
아카기 무네노리(일본어: 赤城 宗徳, 1904년 12월 2일~1993년 11월 11일)는 15선 중의원 의원을 지낸 일본의 정치인이다.

## 생애
1904년 12월 2일에 이바라키현 마카베군 우에노촌(지금의 지쿠세이시)에서 태어났다. 아카기가는 대대로 나누시를 역임해 왔다. 아카기는 어린 나이에 아버지를 여의었기에 어머니와 할아버지 손에서 자랐다.
구제 시모쓰마 중학교와 구제 미토 고등학교를 거쳐 1927년에 도쿄 제국대학(지금의 도쿄 대학) 법학부 법률학과를 졸업했다. 이후 정계에 투신해 1931년에 우에노촌장이 되었고 1937년에 총선에 출마하여 당선됐다. 하지만 선거 비용을 과다하게 사용한 것이 문제가 되어 다음 해에 당선 무효를 선고받았다. 1942년 총선에 익찬정치체제협의회의 추천을 받아 재선에 성공했다. 재선 후 기시 노부스케가 이끄는 호국동지회에 참여했다가 다시 일본협동당에서 활동했다.
전후에 연합군 최고사령부에 의해 공직 추방을 당했다. 1947년에 시행된 제1회 통일지방선거에서 아내 아카기 히사가 우에노촌장에 당선됐다. 이 선거에서 공직 추방을 당한 남편을 대신해 아내가 입후보한 경우는 두 명이 더 있었다. 히사는 이후 1951년에 재선에 성공했으며 1954년에 우에노촌이 합병되어 폐지될 때까지 재임했다.
공직 추방이 해제된 뒤인 1952년에 총선에 출마해 당선되면서 정계에 복귀했다. 이후 요시다 시게루 타도에 앞장섰으며 1954년에 자유당을 탈당해 하토야마 이치로가 이끄는 일본민주당에 참여했다. 1955년에 보수합동이 이루어지자 자유민주당 소속이 되었다.
1957년 7월 제1차 기시 내각 (개조)에서 농림상에 취임해 처음 입각했다. 취임 이후 소련과 어업 문제에 관해 격렬한 교섭을 전개했다. 이를 계기로 아카기는 훗날 일소친선협회장을 역임하게 된다. 1958년 6월 제2차 기시 내각이 출범하자 내각관방장관으로 자리를 옮겼으며 제2차 기시 내각 (개조)에선 방위청 장관이 되었다. 1960년 안보 투쟁이 한창일 때 국회의사당이 시위대에게 포위되자 총리대신 기시 노부스케는 자위대의 치안 출동을 검토했다. 하지만 주무대신으로서 아카기는 "자위대가 국민의 적이 될 수는 없다"라며 반대하여 이는 무산됐다.
1961년에 자유민주당 총무회장이 되었다. 이때 관방장관 오히라 마사요시에게 "법안을 각의결정하기 전에 총무회에 먼저 연락해주길 바란다"라고 요청했다. 오히라가 이를 받아들이면서 내각이 발의하는 법률안을 사전에 자민당과 협의하는 시스템을 갖추게 되었다. 이 시스템은 오랫동안 이어지다가 훗날 고이즈미 준이치로에 의해 폐기된다.
1962년에 기시파를 후쿠다 다케오가 계승하게 되자 가와시마 쇼지로, 시나 에쓰사부로 등과 함께 격렬하게 반발하며 가와시마파를 결성해 기시와 결별했다. 가와시마 사후에 파벌을 계승한 시나가 파벌을 해산하자 미키 다케오가 이끄는 반초 정책연구소로 소속을 옮겼다.
1964년 6월에 시모야카타시민회관 건설 비용으로 10만 엔을 기부했고 그 공로를 인정받아 1966년 2월에 감수포장을 수훈했다. 1965년에 자유민주당 정무조사회장으로 1년간 재임했다. 1971년 7월 제3차 사토 내각 (개조)에서 농림상으로 임명됐다. 1963년의 농림상에 이어 세 번째 농림상 임기였다. 1975년 봄에 훈1등 욱일대수장을 수훈했다.
1976년 총선에서 낙선했다가 1979년 총선에서 정계 복귀에 성공했다. 1990년 총선에 불출마하면서 정계를 은퇴했다. 지역구는 당시 농림수산성 관료였던 손자 아카기 노리히코가 물려받았다.
1956년부터 1990년까지 가스미가우라 고등학교장을 지냈으며 1967년까지는 학교법인 가스미가우라 고등학교의 이사장도 겸임했다.
1993년 11월 11일에 사망했다. 향년 88세. 사후에 정3위에 추서됐다.

## 가족 관계
동생 아카기 마사타케는 일본방송협회 전무이사를 지냈으며 손자 아카기 노리히코는 6선 중의원 의원을 지냈다.

## 역대 선거 기록
|  | 0% |

|  | 0% |

|  | 14% |

|  | 12.5% |

|  | 14.9% |

|  | 21.2% |

|  | 18.1% |

|  | 23.8% |

|  | 21.49% |

|  | 18.4% |

|  | 17.58% |

|  | 10% |

|  | 22.09% |

|  | 16.29% |

|  | 14.56% |

|  | 12.62% |

## 같이 보기
- 아베 간
- 사토 에이사쿠
- 시나 에쓰사부로
- 안보투쟁
- 장문기
- 미호 트레센

## 참고 문헌
- 明野町史編さん委員会編『明野町史』明野町、1985年。
- 衆議院・参議院編『議会制度百年史 院内会派編衆議院の部』大蔵省印刷局、1990年。
- 市村眞一著『茨城の国会議員列伝』崙書房出版、1990年。
- 『新訂 政治家人名事典 明治～昭和』（2003年、編集・発行 - 日外アソシエーツ、9-10頁)

| 전임 이데 이치타로 | 제25대 농림대신 1957년 7월 10일~1958년 6월 12일 | 후임 미우라 구니오 |

| 전임 아이치 기이치 | 제19대 내각관방장관 1958년 6월 12일~1959년 6월 18일 | 후임 시나 에쓰사부로 |

| 전임 이노 시게지로 | 제11대 방위청 장관 1959년 6월 18일~1960년 7월 19일 | 후임 에사키 마스미 |

| 전임 시게마사 세이시 | 제32·33·34대 농림대신 1963년 7월 18일~1965년 6월 3일 | 후임 사카타 에이이치 |

| 전임 구라이시 다다오 | 제42대 농림대신 1971년 7월 5일~1972년 7월 7일 | 후임 아다치 도쿠로 |